# 12 Monkeys
12 Monkeys (englisch Twelve Monkeys ‚Zwölf Affen‘) ist ein Science-Fiction-Film von Terry Gilliam aus dem Jahr 1995. Als Vorlage für das Drehbuch diente der französische Kurzfilm Am Rande des Rollfelds (La Jetée, 1962) von Chris Marker, der wiederum durch den Hitchcock-Klassiker Vertigo – Aus dem Reich der Toten inspiriert ist. Nach eigenen Angaben sah Gilliam Am Rande des Rollfelds erstmals bei der Premiere von 12 Monkeys, als er als Vorfilm gezeigt wurde. Sowohl für Bruce Willis als auch für Brad Pitt markierte der Film einen wichtigen Schritt, um auch als Charakterdarsteller in künstlerisch anspruchsvollen Werken wahrgenommen zu werden.

## Handlung
Es ist das Jahr 2035: Durch eine Virus-Pandemie in den Jahren 1996 und 1997 sind über fünf Milliarden Menschen gestorben, nur knapp ein Prozent der Menschheit hat die Katastrophe überstanden. Die Überlebenden haben sich unter die Erde zurückgezogen, wo sie, abgeschottet von der Außenwelt, unter erbärmlichen Umständen leben. Wissenschaftler versuchen, durch die Einsätze „Freiwilliger“ mehr über das Virus zu erfahren.
James Cole ist ein solcher Freiwilliger. Er gilt als gefährlicher Verbrecher und ist inhaftiert. Nachdem er unbeschadet Proben von der Erdoberfläche geholt hat, wird ihm ein Straferlass angeboten, wenn er eine Zeitreise in das Jahr 1996 unternimmt, um dort das noch nicht mutierte Originalvirus und den oder die Urheber des Virus zu finden. Zur Persönlichkeit von Cole gehört auch der Umstand, dass er seit seiner Kindheit in seinen Träumen Bruchstücke einer Schießerei in einem Flughafengebäude sieht.
Im Rahmen seiner Mission findet sich Cole durch ein Versehen der Wissenschaftler zunächst im Jahr 1990 wieder. Dort erklärt man ihn wegen seiner Aussagen über seine Herkunft und die bevorstehende Pandemie ohne Umschweife für psychisch krank und verbringt ihn in eine geschlossene psychiatrische Klinik, wo er unter starke Psychopharmaka gesetzt wird und kaum einen klaren Gedanken fassen kann. In der Anstalt lernt er den tatsächlich psychisch kranken Jeffrey Goines kennen. Er wird Patient der Psychiaterin Dr. Kathryn Railly.
Um seinen Auftraggebern im Jahr 2035 eine Nachricht auf einer Voicemailbox zu hinterlassen, bittet er um einen Anruf. Schließlich wird sein Gesuch erhört; die ihm bekannte Telefonnummer stellt sich allerdings als noch nicht gültig heraus. Aufgrund einer Verwechslung wird Cole dennoch zurück in die Gegenwart des Jahres 2035 geholt. Dort kann er glaubhaft erklären, nicht für den Fehler verantwortlich zu sein, und erhält daraufhin von den Wissenschaftlern eine zweite Chance zu einer Reise ins Jahr 1996.
Jedoch landet Cole bei seiner zweiten Zeitreise durch einen erneuten Fehler der Wissenschaftler zunächst mitten im Grabenkrieg des Ersten Weltkrieges. Dort wird er von einer Kugel am Bein verwundet. Schließlich wird er ohne erneuten Aufenthalt im Jahr 2035 unmittelbar in das Jahr 1996 befördert.
Nach seiner Ankunft entführt Cole Dr. Railly, die ihn aufgrund der früheren Begegnung für geistesgestört hält. Cole kann sie zunächst nicht davon überzeugen, dass die von ihm vorausgesagte Viren-Katastrophe wirklich eintreffen wird. An psychischem Stress leidend, beginnt er nun auch selbst an seiner Botschaft zu zweifeln. 
Während der Dauer der Entführung der Psychiaterin beschäftigen sich die Medien unter anderem mit dem Fall eines vermissten Jungen. Cole äußert gegenüber der Psychiaterin, dass er sich an diesen Vorfall noch aus der Zeit seiner Kindheit erinnere. Er habe damals durch diese Geschichte zum ersten Mal Angst empfunden – hinterher habe sich jedoch herausgestellt, dass sich der Junge aus Spaß lediglich in einem Stall versteckt habe. Railly entfernt die Kugel, die seit seiner Reise in die Zeit des Ersten Weltkrieges in seinem Bein steckt.
Cole lässt sich von Dr. Railly zu Jeffrey Goines fahren, der mittlerweile nicht mehr in psychiatrischer Behandlung ist. Er stellt fest, dass Goines eine Führungsperson der Gruppe Armee der 12 Monkeys ist. Cole, der bereits 2035 auf Hinweise auf die 12 Monkeys gestoßen ist, gelangt nun zu der Überzeugung, die Gruppe sei für die Viren-Pandemie verantwortlich, weil Goines’ Vater, ein bekannter Wissenschaftler, eine virologische Forschungseinrichtung betreibt. Cole glaubt, dass Jeffrey Goines sich Zugang zu den Virenstämmen verschaffen konnte und fürchtet zudem, er habe ihn 1990 in der Klinik unabsichtlich selbst auf die Idee gebracht, die Menschheit auszurotten.
Außerdem sucht Cole Jeffrey Goines’ Vater, den Virologen, auf, um von ihm das Originalvirus zu erhalten. Sein Anliegen scheitert. Anschließend wird Cole von seinen Auftraggebern gegen seinen Willen erneut ins Jahr 2035 zurückgeholt.
Zurück im Jahr 2035 ist Cole mittlerweile selbst von seiner Geisteskrankheit überzeugt und nimmt die Wissenschaftler, die sich mit ihm beschäftigen, nicht mehr ernst. Zudem möchte er gerne ein Leben an frischer Luft sowie an der Seite von Dr. Railly führen und aus der unangenehmen Welt des Jahres 2035 entschwinden. Er kann die Wissenschaftler davon überzeugen, ihn nochmals ins Jahr 1996 zu schicken, indem er ihnen vortäuscht, nunmehr das Originalvirus zurückbringen zu wollen. 
Die Psychiaterin hat zwischenzeitlich die aus Coles Bein entfernte Kugel untersuchen lassen und erfährt, dass sie tatsächlich aus dem Ersten Weltkrieg stammt. Sie entdeckt sein Bild in einem Lehrtext über einen Fall von Geisteskrankheit an der Front des Ersten Weltkriegs. Als in den Nachrichten über den im Brunnen gesuchten, aber in einer Scheune versteckten Jungen berichtet wird und sich Coles Version damit bewahrheitet, ist Dr. Railly von seiner Geschichte überzeugt. Nachdem Cole wieder im Jahr 1996 angekommen ist, beabsichtigt er, sich freiwillig verhaften und seine vermeintliche Geisteskrankheit behandeln zu lassen. Als er Dr. Railly aufsucht, versucht umgekehrt sie ihn davon abzuhalten und möchte gemeinsam mit ihm die Ausbreitung des Virus verhindern. 
Cole ist hin- und hergerissen, entschließt sich aber zu guter Letzt, nicht mehr ins Jahr 2035 und in ein Leben unter der Erde zurückzukehren. Da ihm ein Obdachloser mitgeteilt hatte, dass auch er zurückgeschickt wurde und seine Zähne von den Wissenschaftlern des Jahres 2035 mit einer Art Peilvorrichtung ausgestattet seien, zieht er sich selbst seine Backenzähne.
Cole und Dr. Railly versuchen nun, gemeinsam die Gruppe 12 Monkeys aufzuhalten. Da beide nicht mehr sicher sind, was Realität ist und was nicht, ruft Dr. Railly die von Cole genannte Voicemailbox-Nummer an. Dort erreicht sie jedoch nur den Anrufbeantworter einer Teppichreinigungsfirma. In der Überzeugung, dass die Geschichte also doch nicht wahr sein könne, erzählt sie eher aus Spaß von der Armee der 12 Monkeys. Genau über diesen Anrufbeantworter gelangt nun aber Dr. Raillys Nachricht ins Jahr 2035. Die Wissenschaftler haben sie dort seinerzeit Cole vorgespielt. Als Cole nun Dr. Railly den genauen Text der Nachricht vorspricht, ist dies der endgültige Beweis, dass Coles Geschichte von seiner Zeitreise stimmt und dass die angekündigte Pandemie bald Realität werden wird.
Fatalistisch ergeben sich beide ihrem Schicksal und wollen noch ein letztes Mal ans Meer reisen, das Cole noch nie mit eigenen Augen gesehen hat. Sie besorgen sich, da sie von der Polizei gesucht werden, neue Kleidung, Perücken und einen falschen Schnäuzer für Cole. Das Umkleiden geschieht in einem Kino, in dem gerade Vertigo von Alfred Hitchcock läuft. Auf dem Weg zum Flughafen stehen die beiden in einem langen Verkehrsstau, weil frei umherlaufende Wildtiere den Verkehr blockieren. Sie erkennen, worum es der Armee der 12 Monkeys tatsächlich ging, nämlich um die Befreiung der Zootiere. Mit einer Verbreitung von Viren hatte diese Gruppierung nichts zu tun. Man ist die ganze Zeit auf der falschen Spur gewesen.
Beim Betreten des Flughafens erkennt Cole das Gebäude aus seinen Träumen wieder. Er ruft noch einmal bei der Nummer des Anrufbeantworters an und versucht so, den Fehler mit den 12 Monkeys aufzuklären. Er gibt an, nicht mehr ins Jahr 2035 zurückkommen zu wollen. Wenig später begegnet er jedoch einem seiner Zellengenossen aus dem Jahr 2035. Dieser übergibt ihm eine Waffe und teilt ihm mit, dass er aufgrund von Coles Telefonaufzeichnung geschickt wurde, um „die Frau“ (vermutlich Dr. Railly) zu töten. Cole solle seinen Auftrag doch noch ausführen. Als er gerade fragen will, wen er eigentlich erschießen soll, wird er von Dr. Railly weggezogen, die unterdessen in Dr. Peters, dem offensichtlich wahnsinnigen Assistenten von Jeffrey Goines’ Vater, den wahren Urheber der Katastrophe erkannt hat. Dr. Peters möchte alle großen Städte der Welt besuchen, um dort das Virus freizusetzen. Cole versucht ihn aufzuhalten, wird jedoch von den Sicherheitsbeamten des Flughafens erschossen, als er Peters mit gezogener Waffe verfolgt. Dieser hat derweil bereits bei der Kontrolle unbemerkt die erste Probe des Virus freigesetzt und damit die kommende Katastrophe unumkehrbar in Gang gesetzt. Cole stirbt in den Armen von Dr. Railly, beobachtet vom jungen Cole, der nunmehr – ohne es zu wissen – seinem eigenen zukünftigen Tod zusieht. Dr. Railly erkennt ihn und schenkt ihm ein Lächeln.
Als Dr. Peters ins Flugzeug steigt, sitzt neben ihm eine der Wissenschaftlerinnen aus der Zukunft, die Cole ins Jahr 1996 geschickt haben. Sie beginnt ein Gespräch mit ihm und stellt sich als Versicherungsvertreterin vor, wobei der Fortgang der Geschichte offen bleibt und Raum für Spekulationen lässt.

## Filmmusik
Der verantwortliche Sound-Designer für Twelve Monkeys war Paul Buckmaster.
Es gibt drei Musik-Ebenen. Die erste ist die eigentliche von Buckmaster komponierte Filmmusik, die eine vorwiegend konventionelle, unspektakuläre „mood“-Musik darstellt. Stilistisch ist diese Musik-Ebene an den Expressionismus/Neoklassizismus der 1920er- bis 1950er-Jahre angelehnt. Leitmotivische Wirkung entsteht mit dem Thema der Solo-Violine in den Flashbacks Coles, die schließlich als ausgedehnte Elegie den Tod Coles begleitet.
Die zweite Ebene bilden die „source“-Musiken, die im Prinzip zu den Umgebungsgeräuschen gehören. So erklingen bei Coles Ankunft in der Nervenheilanstalt, wenn Jeffrey Goines ihm die Regeln erklärt, die Cartoon-Sounds des Anstaltsfernsehers und unterstreichen den Wahnsinn von Brad Pitts überdrehter Figur in dieser Szene. Mit „source“-Musik wird auch die Vergeblichkeit der Hoffnung Coles und Railleys auf eine Flucht und letztlich auch auf eine Liebesbeziehung ausgedrückt, wenn die entsprechende Szene im Kino mit der Musik aus Hitchcocks „Vertigo“ aus den Kinolautsprechern statt einer „echten“ Filmmusik untermalt wird.
Die dritte Ebene bildet die Titelmusik des Filmes. Sie ist völlig autonom ohne inhaltlichen Bezug und von Gilliam intuitiv gewählt worden. „Introduction“ aus Suite Punta del Este von Astor Piazzolla ist ein Tango, der neben der Titelmusik auch das Leitmotiv der Armee der 12 Monkeys sowie von Jeffrey Goines ist. Diese Musik fällt stilistisch und mit der Klangfarbe des Bandoneons auf und erscheint auf den ersten Blick völlig ungeeignet, um die Bedrohung, die von Goines ausgeht, darzustellen. Damit repräsentiert sie gewissermaßen die falsche Fährte Coles, auf die auch der Zuschauer gesetzt ist.

## Veröffentlichung und deutsche Fassung
Die deutschsprachige Synchronisation von 12 Monkeys entstand bei der Interopa Film in Berlin. Verfasser des Dialogbuchs war Theodor Dopheide, der auch als Dialogregisseur tätig war. Der Film startete am 21. März 1996 in den deutschen Kinos, wurde insgesamt von 2.140.180 Zuschauern gesehen und belegte damit Platz 16 der besucherstärksten Filme in Deutschland des Jahres 1996. International ist 12 Monkeys Terry Gilliams bislang erfolgreichstes Werk mit einem Einspielergebnis von 168,8 Mio. US-Dollar. Der Film war 1997 der erste, der auf dem europäischen Markt auf DVD veröffentlicht wurde.
| Figur                                 | Darsteller          | Deutscher Sprecher   | Beschreibung                                          |
| ------------------------------------- | ------------------- | -------------------- | ----------------------------------------------------- |
| James Cole                            | Bruce Willis        | Manfred Lehmann      |                                                       |
| Kathryn Railly                        | Madeleine Stowe     | Liane Rudolph        | Psychiaterin                                          |
| Jeffrey Goines                        | Brad Pitt           | Tobias Meister       |                                                       |
| Dr. Leland Goines                     | Christopher Plummer | Klaus Piontek        | Vater von Jeffrey Goines                              |
| Dr. Peters                            | David Morse         | Klaus-Dieter Klebsch | Mitarbeiter von Dr. Goines                            |
| Jose                                  | Jon Seda            | Michael Iwannek      | Zellennachbar von Cole im Jahr 2035                   |
| Obdachloser/„Die Stimme“ im Jahr 2035 | Michael Chance      | Klaus Jepsen         |                                                       |
| Jones                                 | Carol Florence      | Bettina Schön        | Versicherungsvertreterin/Astrophysikerin im Jahr 2035 |
| Tiny                                  | Vernon Campbell     | Raimund Krone        | Krankenpfleger in der psychiatrischen Klinik          |

## Kritiken
12 Monkeys erhielt ein gutes Presseecho, was sich auch in den Auswertungen US-amerikanischer Aggregatoren widerspiegelt. So erfasst Rotten Tomatoes größtenteils positive Besprechungen und ordnet den Film dementsprechend als „Zertifiziert Frisch“ ein. Laut Metacritic fallen die Bewertungen im Mittel „Grundsätzlich Wohlwollend“ aus.

„Als eine Art apokalyptischer Fiebertraum voller Anspielungen, aber wenig konkreter Bezüge inszeniert. Das Interesse an der labyrinthischen Story wird durch die Exzentrik der visuellen Gestaltung mehr erstickt als gefördert.“

„Monumentales, nahezu hypnotisches Leinwand-Gemälde. Im wahrsten Sinne aufregend.“

„Wie schon in Brazil (1985) entwickelt Terry Gilliam (Fear and Loathing in Las Vegas) ein verstörendes und visuell opulentes Zukunftsszenario, das die Probleme der Gegenwart auf phantastische Weise überhöht. Für das Drehbuch ließen sich Janet und David Peoples (Oscar-Nominierung für Erbarmungslos) von Chris Markers Kurzfilm La Jetée (’62) inspirieren.“

## Auszeichnungen
- Golden Globe Award 1995 in der Kategorie Bester Nebendarsteller für Brad Pitt
- Nominierung für den Oscar 1996 in den Kategorien Bester Nebendarsteller (Brad Pitt) und Kostüm (Julie Weiss)
- Nominierung für den Goldenen Bär 1996
- ASCAP Award 1997
- Saturn Award 1996 – Bester Science-Fiction-Film, Nebendarsteller (Pitt), Kostüm; nominiert: Hauptdarsteller für Bruce Willis, Hauptdarstellerin für Madeleine Stowe, Regie, Drehbuch
- Blockbuster Entertainment Award 1997 – Bester Nebendarsteller (Pitt)
- Empire Award 1997 – Beste Regie
- Nominierung für MTV Movie Award 1996 – Beste männliche Leistung (Pitt)
- Nominierung für Hugo 1996

## Fernsehserie
Der US-Fernsehsender Syfy gab 2014 eine Serien-Adaption des Films in Auftrag, die von 2015 bis 2018 ausgestrahlt wurde. Nachdem Syfy im August 2013 den Auftrag zur Produktion eines Pilotfilms gab – dessen Drehbuch von Terry Matalas und Travis Fickett verfasst wurde –, begann dessen Produktion im November 2013. Im April 2014 bestellte Syfy eine zwölf Folgen umfassende erste Staffel. Wie der Film wurde die Serie von Universal Television und Atlas Entertainment produziert; als Autoren und ausführende Produzenten zeichneten Terry Matalas und Travis Fickett verantwortlich. Die Hauptrolle übernahm Aaron Stanford, während weitere Rollen von Amanda Schull, Noah Bean und Kirk Acevedo gespielt wurden.

## Bezug zu anderen Werken
- Bei der Flucht aus der Anstalt läuft James an einem Wachmann vorbei, der die amerikanische Zeitschrift Weekly World News liest. Die Ausgabe in seiner Hand erschien in der Realität am 23. Juni 1992 in den USA und trägt die erfundene Schlagzeile Bat Child found in cave (Fledermaus-Kind in Höhle entdeckt). Die Figur des Bat Boy wurde vom WWN-Redakteur Dick Kulpa erfunden und die Ausgabe mit dieser Schlagzeile war die zweitbestverkaufte in der Geschichte der Zeitschrift. Aus der Bat-Boy-Schlagzeile entwickelten Keythe Farley und Brian Flemming 1997 das Off-Broadway-Musical Bat Boy.[15]
- Terry Gilliam, selbst Cartoonist, beweist sich in einigen Hintergrundszenen als Liebhaber klassischer Trickfilme. Die Szene, in der Bruce Willis in der Psychiatrie erstmals auf Brad Pitt trifft, zeigt im Anstaltsfernsehen Ausschnitte aus drei Trickfilmen von Tex Avery: Who Killed Who? (1943), Swing Shift Cinderella (1945) und Little Tinker (1948). Bei der Filmszene im Motel läuft im Fernsehen ein Trickfilm mit Woody Woodpecker im Land der Dinosaurier.
- Im Rahmen des Filmprogramms der Weltkunstausstellung Documenta 12 im Jahr 2007 fanden seine Vorbilder Am Rande des Rollfelds (La Jetée), und Vertigo – Aus dem Reich der Toten eine gemeinsame Wiederaufführung.